# Lee Grant
Lee Grant, vlastním jménem Lyova Haskell Rosenthal, (* 31. října v rozmezí let 1925 a 1929) je americká herečka a režisérka. Prarodiče z otcovy strany byli židovští přistěhovalci z Polska. Matka byla také židovského původu a do USA přišla z Ruska. Na počátku své kariéry vystupovala Lee Grant například v Metropolitní opeře. Svou první filmovou roli dostala v roce 1951 ve snímku Detektivní příběh. Za svou roli ve filmu Šampón z roku 1975 získala Oscara. Na stejné ocenění byla nominována ještě třikrát, avšak pokaždé neúspěšně. Jako režisérka se podílela například na seriálu Intimate Portrait, ale také natočila několik filmů.